# هر هتتش (باركشير)
هر هتتش (بالإنجليزية: Hare Hatch)‏ هي قرية تقع في المملكة المتحدة في جنوب شرق إنجلترا.